# Radhouane Salhi
Radhouane Salhi (arab. رضوان صالحي) (ur. 18 grudnia 1967 w Sousse) – tunezyjski piłkarz występujący na pozycji bramkarza.

## Kariera klubowa
Radhouane Salhi zawodową karierę rozpoczynał w 1993 w Étoile Sportive du Sahel. W zespole tym występował przez kolejne siedem lat. Z klubem ze Sousse zdobył mistrzostwo Tunezji w 1997, puchar Tunezji 1996, Puchar Zdobywców Pucharów Afryki 1997, Puchar CAF 1995 i 1999 oraz Superpuchar Afryki 1998.

## Kariera reprezentacyjna
W 1994 roku Radhouane Salhi uczestniczył w Pucharze Narodów Afryki, gdzie był trzecim bramkarzem. W reprezentacji Tunezji Radhouane Salhi zadebiutował w 1997 roku. W następym roku uczestniczył w Pucharze Narodów Afryki, gdzie był trzecim bramkarzem. Podobnie było dwa lata później.
W 1998 Radhouane Salhi wystąpił na Mistrzostwach Świata, na których zespół prowadzony przez Henryka Kasperczaka nie wyszedł z grupy i odpadł z turnieju. Na imprezie tej Radhouane Salhi był rezerwowym i nie wystąpił w żadnym spotkaniu.